# آب‌انبار محله چرخاب
آب‌انبار محله چرخاب مربوط به دوره متاخر اسلامی افشارتا دوره قاجار است و در اردکان، محله چرخاب، کوچه آیت‌الله خاتمی واقع شده و این اثر در تاریخ ۱۵ دی ۱۳۸۷ با شمارهٔ ثبت ۲۴۳۵۰ به‌عنوان یکی از آثار ملی ایران به ثبت رسیده است.